# Vincenz Müller
Vincenz Müller (Aichach, 5 novembre 1894 – Berlino, 12 maggio 1961) è stato un generale e politico tedesco.
Dopo la fine della seconda guerra mondiale, fu membro dell'Esercito Popolare Nazionale della Repubblica Democratica Tedesca e fu anche un politico.

## Biografia

### I primi anni
Müller nacque nell'allora Regno di Baviera, in una famiglia di tessitori. Entrato nell'esercito tedesco, ottenne il grado di tenente e trascorse gran parte del periodo della prima guerra mondiale in Turchia presso la missione militare tedesca nell'Impero ottomano. Venne ferito da un frammento di granata durante la Campagna di Gallipoli e venne quindi trasferito a Baghdad, sul fronte persiano, tornando in Germania solo dopo aver contratto in loco il tifo e la malaria. Nel 1917 fece ritorno in Turchia come istruttore tattico per gli ufficiali turchi.
Al termine della guerra, continuò a prestare servizio nel Reichswehr in diversi ruoli di staff e venne promosso capitano.

### La carriera nella Germania nazista
Prestando servizio nella Wehrmacht, Müller venne promosso colonnello e dal 1938 raggiunse una posizione nello staff generale del 2º gruppo d'armata. Durante questo periodo è noto per aver preso contatti con la resistenza conservatrice anti-nazista presente nell'esercito attraverso Erwin von Witzleben, ma non prese parte direttamente ai complotti che seguirono.
Se le sue affiliazioni politiche rimasero sempre poco chiare, Müller mostrò invece sempre una completa devozione al servizio dei piani militari del nazismo puntando alla propria avanzata nella carriera della Wehrmacht. Come ufficiale dello staff venne coinvolto nella pianificazione dell'Operazione Tannenbaum, l'abortita invasione della Svizzera del 1940, e nell'Operazione Barbarossa, l'invasione dell'Unione Sovietica. Dal 1943, Müller venne promosso tenente generale ed ottenne il comando della 56ª divisione di fanteria, parte della IV armata. Dal 1944 ottenne il comando del XII corpo d'armata.
Müller si trovò quindi ancora coinvolto negli eventi che interessarono l'area della Bielorussia sul finire del 1944: assieme al resto della IV armata, il XII corpo venne accerchiato ad est di Minsk dalle forze sovietiche nel corso dell'offensiva strategica denominata Operazione Bagration. Il corpo d'armata di Müller fu probabilmente il meno danneggiato delle forze rimaste intrappolate nell'area ed il 3 luglio ottenne il comando di tutte le forze della IV armata, circa 100.000 uomini che al 5 luglio si trovavano a meno di 100 chilometri dalle linee sovietiche. Malgrado gli avvenimenti incoraggianti, venne catturato l'8 luglio quando gran parte della IV armata venne distrutta dai russi.

### La prigionia sovietica
Müller mostrò da subito una piena disponibilità a collaborare coi sovietici sin dalla sua cattura, invitando le truppe della IV armata ad abbassare le proprie armi. 
Durante questo periodo di prigionia, Müller mostrò almeno in apparenza di aver mutato il proprio pensiero e di essere passato dalla parte degli anti-nazisti: già alcuni giorni dopo la sua cattura si iscrisse al Comitato Nazionale per la Germania Libera ed al Bund Deutscher Offiziere guidato da Walther von Seydlitz-Kurzbach. Egli ad ogni modo non fu l'unico a fare questa scelta e venne seguito poco dopo da altri generali catturati nel corso dell'Operazione Bragation come Edmund Hoffmeister e Rudolf Bamler. A differenza degli altri colleghi, ad ogni modo, Müller disse di aver maturato una convinta fede comunista. Assieme a Bamler, Müller è risaputo che avesse seguito un corso di addestramento speciale a Krasnogorsk sul finire del 1944, e si crede che sia stato reclutato dal servizio segreto sovietico come già era accaduto con Friedrich Paulus.

### La carriera nella Repubblica Democratica Tedesca
Vincenz Müller venne rilasciato dalla sua prigionia già nel 1948 e subito decise di intraprendere la carriera politica aderendo al Partito Nazional Democratico di Germania, il NDPD. Dal 1949 a 1952 fu membro del parlamento e vicepresidente del parlamento della Germania Orientale, la Volkskammer.
Dopo il 1952, Vincenz Müller tornò alla carriera militare ed ottenne l'incarico di ricostruire le forze armate della Germania Orientale, venendo ripristinato al suo rango di tenente generale. Dopo essere stato a capo del Ministero dell'Interno ed aver portato a sviluppo completo la Volkspolizei, venne nominato Capo dello Staff dell'Esercito Nazional Popolare da poco istituito, divenendo de facto il secondo in comando nell'esercito della Germania Orientale dopo Willi Stoph. Questa parte della carriera militare di Müller può essere considerata del resto un valido esempio di come la Germania Orientale cercò di reimpiegare gli ufficiali nazisti nel proprio esercito, il cosiddetto fenomeno dell'Ehemaligen, per la ricostruzione del suo apparato. Müller risultò fondamentale anche perché, malgrado gli eventi succedutisi alla fine della guerra, aveva mantenuto dei contatti nella Germania Occidentale attraverso dei circoli bavaresi (i servizi segreti occidentali tentarono persino di persuaderlo ad abbandonare l'esercito Orientale per passare a quello Occidentale). Anni dopo la sua morte venne reso noto che prese a suo tempo contatti col ministro delle finanze della Germania Occidentale, Fritz Schäffer, su una possibile "intesa" tra Germania est e ovest.
Dopo aver acquisito troppa fama ed essere stato gradualmente emarginato, Müller decise di ritirarsi nel 1958 anche a causa del peggiorare delle sue condizioni di salute: aveva infatti iniziato a soffrire di schizofrenia e per questo venne ricoverato nel 1960 per qualche tempo. Morì nel 1961 in circostanze piuttosto controverse: cadde dal balcone della sua casa il giorno che era stato deciso un suo nuovo ricovero ospedaliero e molti sussurrarono che si fosse tolto la vita.
Un'autobiografia postuma dal titolo Ich fand das wahre Vaterland (Ho trovato la vera patria), venne pubblicata nel 1963 da Klaus Mammach, storico del partito socialista tedesco.